# سكوت شيبرد
سكوت شيبرد (بالإنجليزية: Scott Shepherd)‏ (29 مايو 1996 ببيرث في المملكة المتحدة - ) هو لاعب كرة قدم بريطاني في مركز الهجوم. لعب مع نادي بريتشين سيتي ونادي فالكيرك ونادي ستيرلينغ ألبيون.

## وصلات خارجية
- سكوت شيبرد على موقع قاعدة بيانات كرة القدم.إي يو (الإنجليزية)
- سكوت شيبرد على موقع Soccerbase.com (لاعب) (الإنجليزية)
- سكوت شيبرد على موقع Soccerway.com (الإنجليزية)